# Meanho

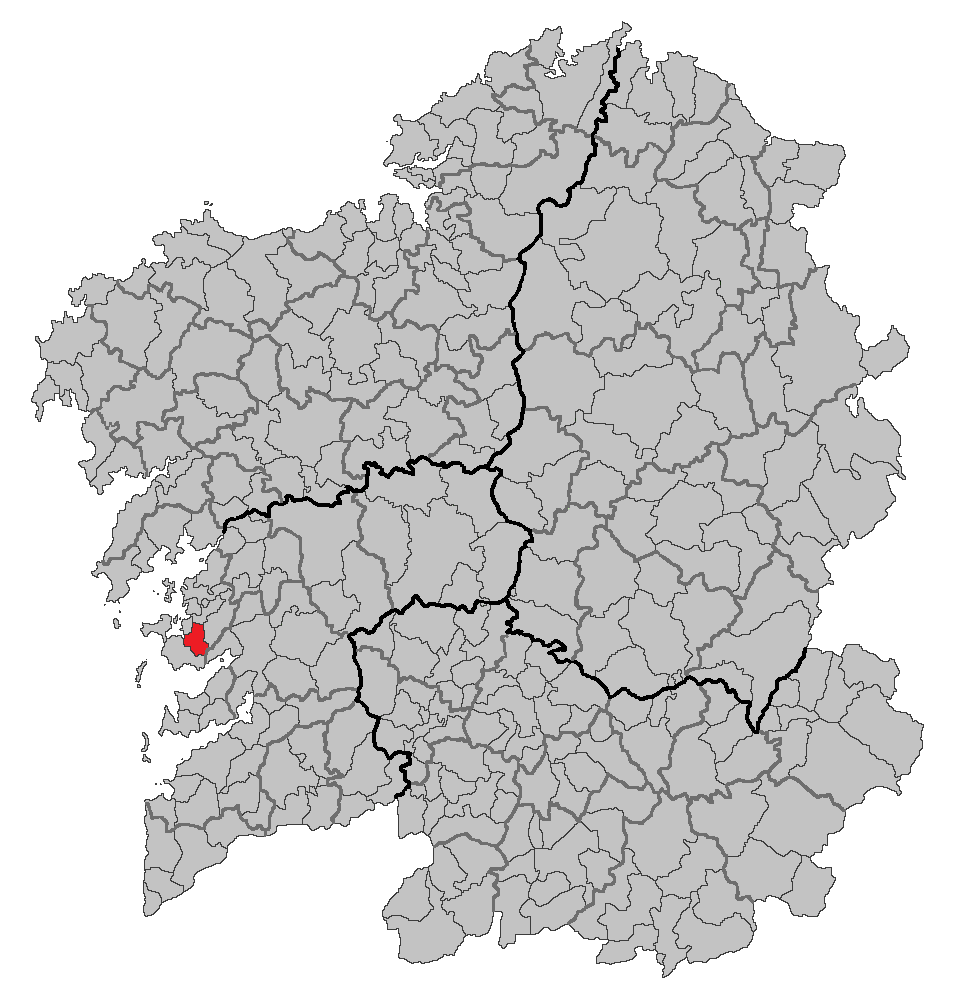
Localização de Meanho

Meanho (Meaño) é um município da Espanha na província de Ponte Vedra, comunidade autónoma da Galiza, de área 28 km² com população de 5313 habitantes (2004) e densidade populacional de 195,83 hab/km².

## Demografia
| Variação demográfica do município entre 1991 e 2004 | Variação demográfica do município entre 1991 e 2004 | Variação demográfica do município entre 1991 e 2004 | Variação demográfica do município entre 1991 e 2004 |
| --------------------------------------------------- | --------------------------------------------------- | --------------------------------------------------- | --------------------------------------------------- |
| 1991                                                | 1996                                                | 2001                                                | 2004                                                |
| 5313                                                | 5504                                                | 5426                                                | 5489                                                |